# Severnbroen
Severnbroen (engelsk: Severn Bridge, walisisk: Pont Hafren) er en hængebro over floden Severn, mellem South Gloucestershire lige nord for Bristol, England, og Monmouthshire i South Wales, via halvøen Beachley mellem floden Severn og floden Wyes flodmunding.
Broen blev indviet den 8. september 1966, af Dronning Elizabeth II, der hyldede den som indgangen til en ny økonomisk æra for South Wales. Broen blev fredet den 26. november 1999.